# صالحة ملكة بروناي
صالحة ملكة بروناي (7 أكتوبر 1946) وزوجة سلطان بروناي الحالي حسن البلقية منذ 1965.